# Schophoven
Schophoven is een plaats in de Duitse gemeente Inden, deelstaat Noordrijn-Westfalen, en telt 704 inwoners (2007).
Nabij Schophoven ligt het landgoed Molenark.